# Lista planetelor minore: 289001–290000
Aceasta este lista planetelor minore cu numerele 289001–290000.

## 289001–289100
| Denumire          | Denumire provizorie | Data descoperirii | Locul descoperirii | Descoperitor(i)           |
| ----------------- | ------------------- | ----------------- | ------------------ | ------------------------- |
| 289001 –          | 2004 TV74           | 6 octombrie 2004  | Kitt Peak          | Spacewatch                |
| 289003 –          | 2004 TS75           | 6 octombrie 2004  | Palomar            | NEAT                      |
| 289004 –          | 2004 TJ77           | 7 octombrie 2004  | Anderson Mesa      | LONEOS                    |
| 289015 –          | 2004 TA106          | 7 octombrie 2004  | Socorro            | LINEAR                    |
| 289020 –          | 2004 TG115          | 12 octombrie 2004 | Moletai            | MAO                       |
| 289021 Juzeliunas | 2004 TM115          | 12 octombrie 2004 | Moletai            | K. Černis, J. Zdanavičius |
| 289085 Andreweil  | 2004 TC244          | 6 octombrie 2004  | Saint-Sulpice      | Saint-Sulpice             |

## 289101–289200
| Denumire | Denumire provizorie | Data descoperirii | Locul descoperirii | Descoperitor(i)            |
| -------- | ------------------- | ----------------- | ------------------ | -------------------------- |
| 289116 – | 2004 TQ354          | 11 octombrie 2004 | Kitt Peak          | M. W. Buie                 |
| 289124 – | 2004 UE1            | 17 octombrie 2004 | Pla D'Arguines     | R. Ferrando                |
| 289147 – | 2004 VU16           | 5 noiembrie 2004  | Needville          | J. Dellinger, P. Garossino |
| 289150 – | 2004 VL20           | 4 noiembrie 2004  | Catalina           | CSS                        |
| 289167 – | 2004 VC55           | 10 noiembrie 2004 | Desert Eagle       | W. K. Y. Yeung             |
| 289186 – | 2004 VG78           | 12 noiembrie 2004 | Siding Spring      | SSS                        |
| 289191 – | 2004 WE1            | 17 noiembrie 2004 | Campo Imperatore   | CINEOS                     |

## 289201–289300
| Denumire | Denumire provizorie | Data descoperirii | Locul descoperirii | Descoperitor(i)     |
| -------- | ------------------- | ----------------- | ------------------ | ------------------- |
| 289201 – | 2004 XV5            | 5 decembrie 2004  | Bareggio           | Bareggio            |
| 289202 – | 2004 XH6            | 9 decembrie 2004  | Jarnac             | Jarnac              |
| 289228 – | 2004 XB62           | 12 decembrie 2004 | Needville          | Needville           |
| 289272 – | 2004 XB147          | 14 decembrie 2004 | Bergisch Gladbach  | W. Bickel           |
| 289288 – | 2004 YK6            | 18 decembrie 2004 | Mount Lemmon       | Mount Lemmon Survey |

## 289301–289400
| Denumire        | Denumire provizorie | Data descoperirii   | Locul descoperirii | Descoperitor(i)        |
| --------------- | ------------------- | ------------------- | ------------------ | ---------------------- |
| 289314 Chisholm | 2005 AS23           | 30 septembrie 2003* | Mauna Kea          | D. D. Balam            |
| 289317 –        | 2005 AE28           | 13 ianuarie 2005    | Vicques            | M. Ory                 |
| 289360 –        | 2005 BB39           | 16 ianuarie 2005    | Mauna Kea          | C. Veillet             |
| 289363 –        | 2005 BC49           | 18 ianuarie 2005    | Mayhill            | A. Lowe                |
| 289396 –        | 2005 CB41           | 9 februarie 2005    | La Silla           | A. Boattini, H. Scholl |

## 289401–289500
| Denumire | Denumire provizorie | Data descoperirii | Locul descoperirii | Descoperitor(i) |
| -------- | ------------------- | ----------------- | ------------------ | --------------- |
| 289436 – | 2005 EU29           | 2 martie 2005     | Calvin-Rehoboth    | Calvin College  |

## 289501–289600
| Denumire           | Denumire provizorie | Data descoperirii | Locul descoperirii | Descoperitor(i) |
| ------------------ | ------------------- | ----------------- | ------------------ | --------------- |
| 289586 Shackleton  | 2005 FZ4            | 30 martie 2005    | Vicques            | M. Ory          |
| 289587 Chantdugros | 2005 FB5            | 30 martie 2005    | Vicques            | M. Ory          |

## 289601–289700
| Denumire     | Denumire provizorie | Data descoperirii | Locul descoperirii | Descoperitor(i)     |
| ------------ | ------------------- | ----------------- | ------------------ | ------------------- |
| 289608 Wanli | 2005 GB22           | 4 aprilie 2005    | San Marcello       | L. Tesi, G. Fagioli |

## 289701–289800
| Denumire | Denumire provizorie | Data descoperirii | Locul descoperirii | Descoperitor(i) |
| -------- | ------------------- | ----------------- | ------------------ | --------------- |
| 289713 – | 2005 JE             | 2 mai 2005        | Reedy Creek        | J. Broughton    |

## 289801–289900
| Denumire | Denumire provizorie | Data descoperirii | Locul descoperirii | Descoperitor(i)        |
| -------- | ------------------- | ----------------- | ------------------ | ---------------------- |
| 289812 – | 2005 JM171          | 10 mai 2005       | Cerro Tololo       | M. W. Buie             |
| 289824 – | 2005 KG10           | 30 mai 2005       | La Silla           | G. Bourban, R. Behrend |
| 289866 – | 2005 MV15           | 30 iunie 2005     | Junk Bond          | D. Healy               |

## 289901–290000
| Denumire      | Denumire provizorie | Data descoperirii | Locul descoperirii | Descoperitor(i) |
| ------------- | ------------------- | ----------------- | ------------------ | --------------- |
| 289992 Onfray | 2005 PF6            | 10 august 2005    | Saint-Sulpice      | Saint-Sulpice   |
| 290000        | 2005 PG15           | 4 august 2005     | Palomar            | NEAT            |